# Mariana Loyola
Mariana Loyola (Santiago del Cile, 2 agosto 1975) è un'attrice cilena.

## Biografia
Inizia a lavorare nel mondo del teatro, recitando in opere come 5 Sur, Restos humanos, Tango, Los Justos, Criminal e Las Tres Hermanas.
Dal 2000 inizia a prendere parte ad opere cinematografiche; tra i primi film che la vedono nel cast La fiebre del loco, Negocio redondo e Subterra, grazie al quale è candidata al premio Altazor de las Artes Nacionales come miglior attrice di cinema. Nel 2003 è nel cast del film Cachimba, interpretazione per la quale ingrassa di venti chili e che le frutta premi come miglior attrice al Festival de Cine Iberoamericano de Huelva, al Festival Internacional de Cine de Cartagena e ai premi APES, assegnati dall'Asociación de Periodistas de Espectáculos. Nel 2009 è nel cast di Affetti & dispetti (La nana) e nel 2015 nel cast del film Rara - Una strana famiglia della regista Pepa San Martín.
In televisione debutta nel 2001, recitando nella telenovela Amores de mercado, per la quale vince il premio APES come miglior attrice rivelazione della televisione. Due anni dopo, recitando nella telenovela Machos vince il premio Altazor come miglior attrice di televisione. In seguito recita in varie altre produzioni televisive, tra cui Tentación, Gatas y tuercas, Fortunato, Huaiquimán y Tolosa, Dos por uno, Peleles e Familia moderna.

## Filmografia
- Due vite parallele (El lugar de la otra), regia di Maite Alberdi (2024)